# Le parole di mio padre (colonna sonora)
Le parole di mio padre è un album pubblicato il 15 giugno 2001 dal pianista e compositore italiano Ludovico Einaudi, colonna sonora dell'omonimo film diretto da Francesca Comencini.

## Tracce
Musiche di Ludovico Einaudi.
1. Le Parole Di Mio Padre – 1:56
2. Il Vero Amore – 3:56
3. Il Terzo Atto – 3:42
4. La Stanza – 1:24
5. Come In Amore – 2:08
6. Le Case Storte – 1:20
7. Lo Specchio – 1:43
8. La Casa – 1:56
9. Sguardi – 3:37
10. Zeno – 2:31
11. Questo Profumo – 3:03
12. In Cammino – 2:37
13. Quella Notte – 4:50
14. Nevicava – 1:08
15. Le Parole Di Mio Padre – 1:34

Durata totale: 37:25